# Brouwerij Domus

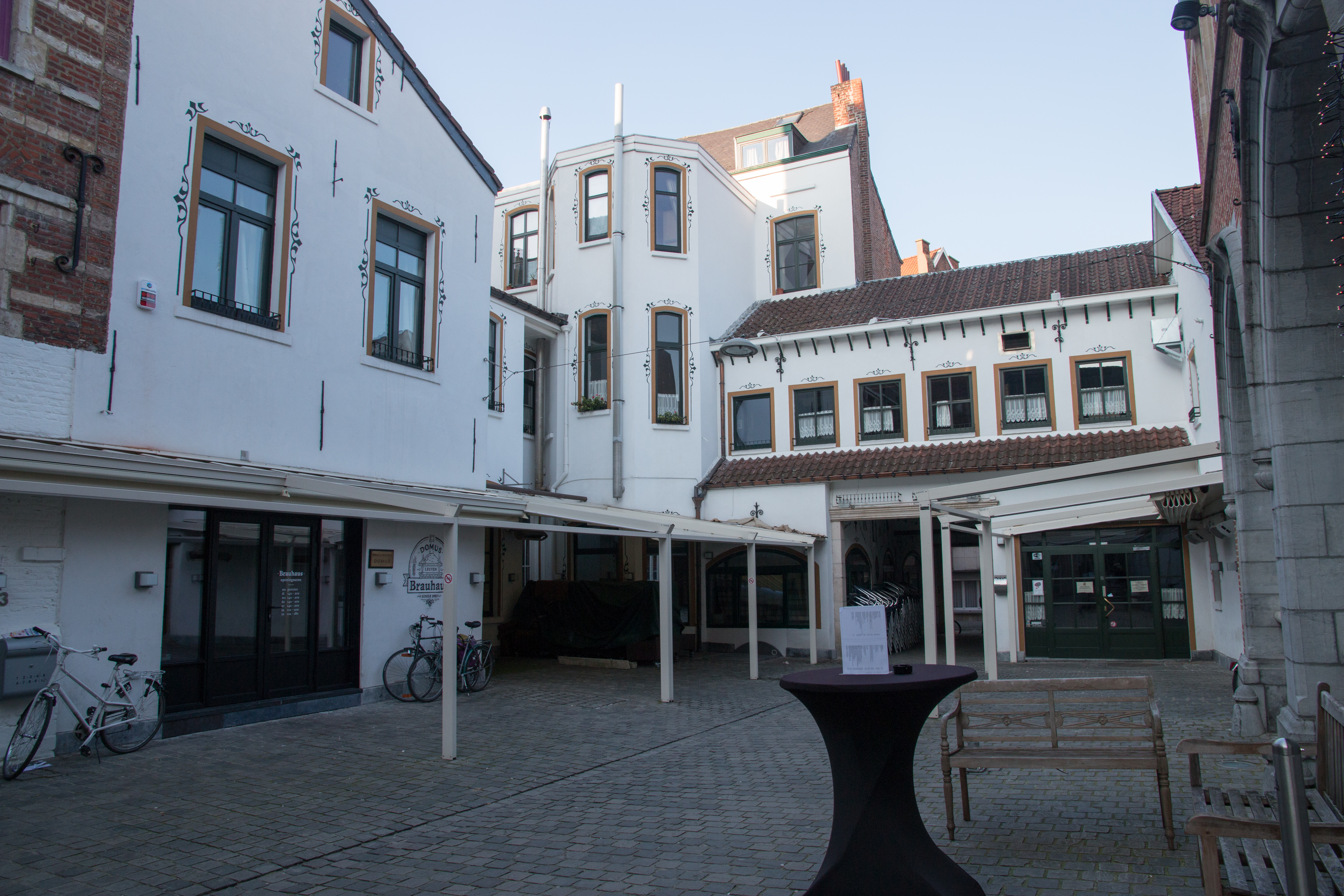
Tussen en achter brouwerij en herberg ligt het Jozef Vounckplein.

Brouwerij Domus is een Belgische huisbrouwerij te Leuven in de provincie Vlaams-Brabant.

## Geschiedenis
De brouwerij annex café werd in 1985 gestart door Cyriel Roten en Alfons Swartelée. In die periode kwamen huisbrouwerijen heel zelden voor in België. De brouwerij brouwt het gehele jaar door twee bieren die via een pijpleiding rechtstreeks op tap komen in de naastgelegen herberg, de Con Domus en de Nostra Domus. Er wordt ook steeds een derde seizoensgebonden bier gebrouwen.

## Bieren
- Con Domus, pils, 5%
- Nostra Domus, amber, 5,8%

Deze twee bieren zijn heel het jaar door verkrijgbaar. Daarbij is steeds afwisselend een seizoensbier beschikbaar (Domus Engel, Marcamarus, Nostra Domus Grand Cru…).